# Distretto di Burabay
Il distretto di Burabay (in kazako: Бурабай ауданы) è un distretto (audan) del Kazakistan con  capoluogo Ščuč'e.
Già distretto di Ščuč'e, ha assunto la denominazione attuale il 3 settembre 2009